# Йоганнес Еліас Тейсманн

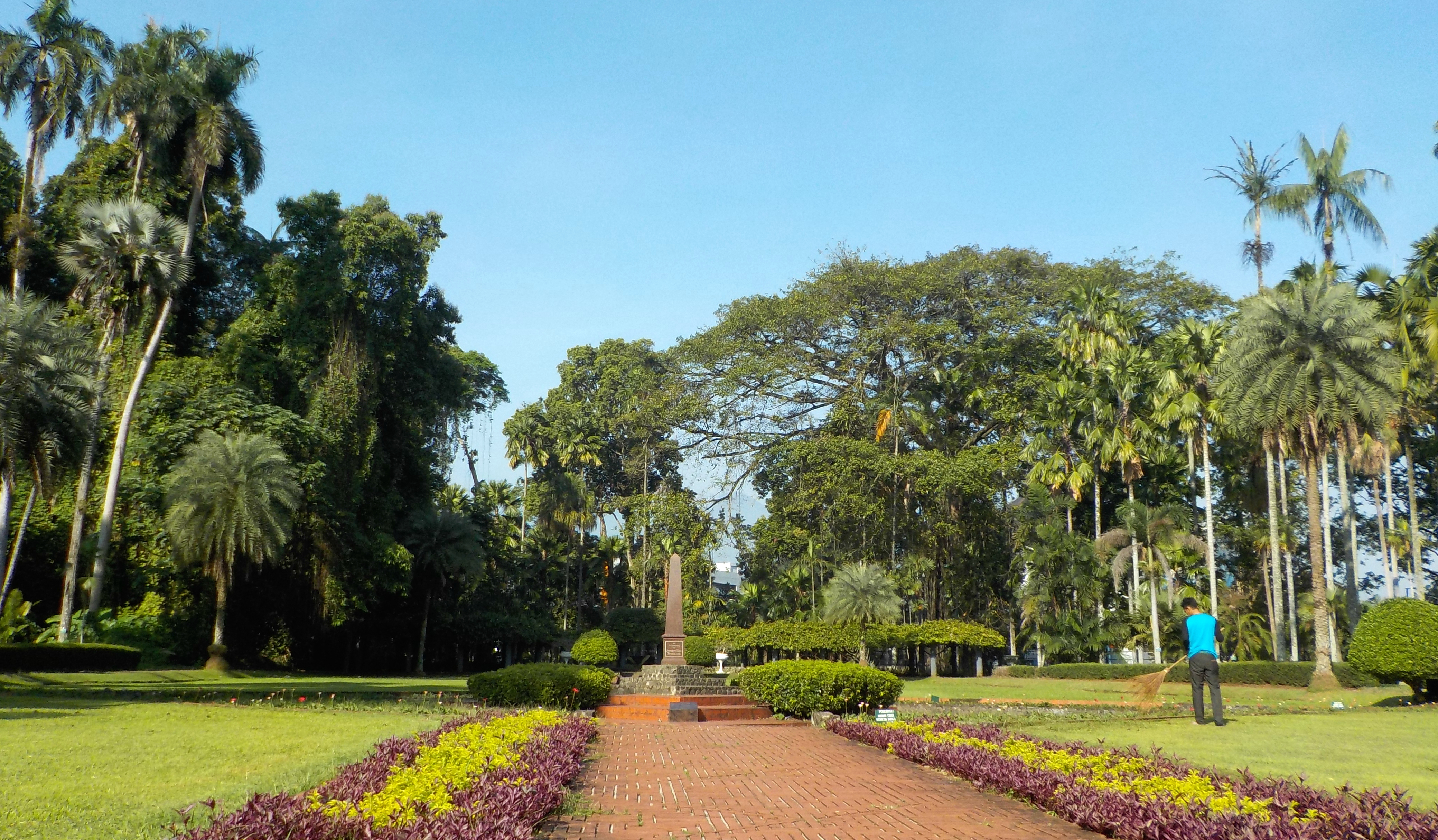
Сад Тейсманна у Богорському ботанічному саду

Йоганнес Еліас Тейсманн (нід. Johannes Elias Teijsmann, 1 червня 1808 — 22 червня 1882) — голландський ботанік XIX століття, протягом 39 років директор Богорського ботанічного саду. Відомий  дослідженнями флори Індонезії, у той час — Голландської Ост-Індії.
Тейсманн прибув на Яву у 1830 році як садівник генерал-губернатор Йоганнеса ван ден Боша. Вже в наступному 1831 році він стає директором ботанічного саду у Богорі (у період нідерландської колонізації Індонезії називався Національний бейтензорзький ботанічний сад, нід. S'Lands Plantentiun te Buitenzorg), цю посаду він займав до 1869 року. Тейсман брав участь у багатьох ботанічних експедиціях по островах Південно-Східної Азії, він також входив до складу голландської місії в Сіам (нині Таїланд).
Тейсманн відомий тим, що ввів маніоку (рослина з острова Бантам поблизу Суматри) як джерело їжі, щоб зменшити голод в тогочасній Нідерландській Ост-Індії. Разом зі своїм співробітником Юстусом Карлом Хасскарлом, який таємно вивіз паростки хінного дерева з Перу, він став культивувати цю рослину на Яві для виробництва хініну, який використовувався для лікування малярії. Незважаючи на багато труднощів і конфліктів були проведені успішні експерименти з цією рослиною в новій філії ботанічного саду у Чібодасі, які врешті-решт зробили Яву найбільшим виробником кори хінного дерева. 
Завдяки Тейсманну із Західної Африки була завезена олійна пальма для отримання пальмової олії, яка досі є значною статтею експорту Індонезії. Крім того він запропонував нові методи штучного запилення ванілі, завдяки чому врожай став набагато більшим. Але головною турботою Тейсманна залишався ботанічний сад, в результаті діяльності ботаніка число рослин в саду зросло з 900 у 1822 році до 10 000 у 1863 році.
Тейсманн також зіграв велику роль в відділенні Ботанічного саду від сусіднього Бейтензорзького палацу 30 травня 1868 року, завдяки чому громадськість і вчені отримали більш широкий доступ до ботанічного саду.
У 1869 році Тейсманн пішов у відставку з поста директора, однак і після цього він продовжував привозити в ботанічний сад нові рослини з різних куточків Індонезії.
Йоханнес Еліас Тейсманн помер в Богорі у 1882 році.

## Наукова діяльність
Спеціалізацією Йоганнеса Еліаса Тейсманна були папоротеподібні і насінні рослини.